# Ikra

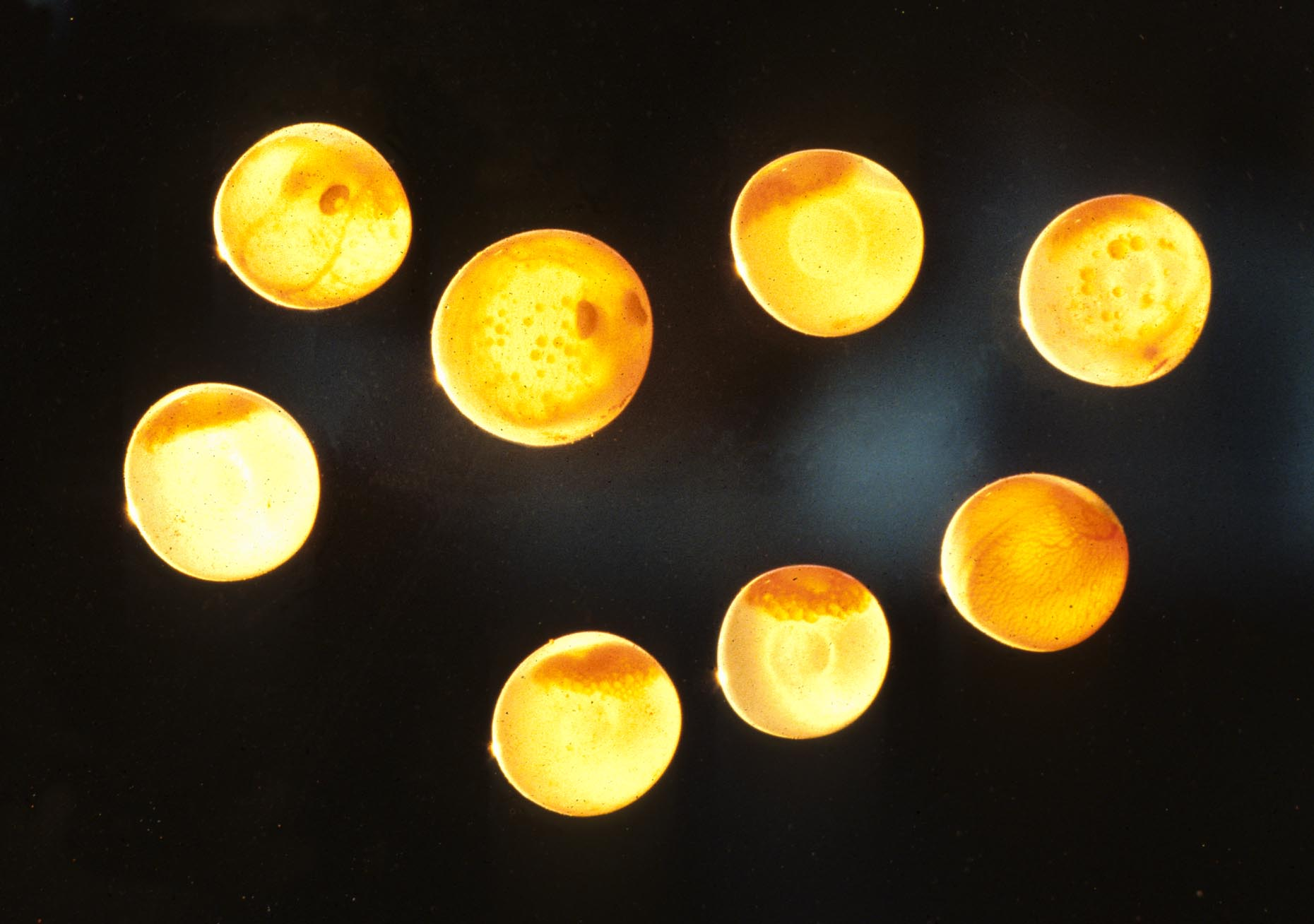
Różne stadia rozwoju ikry łososia

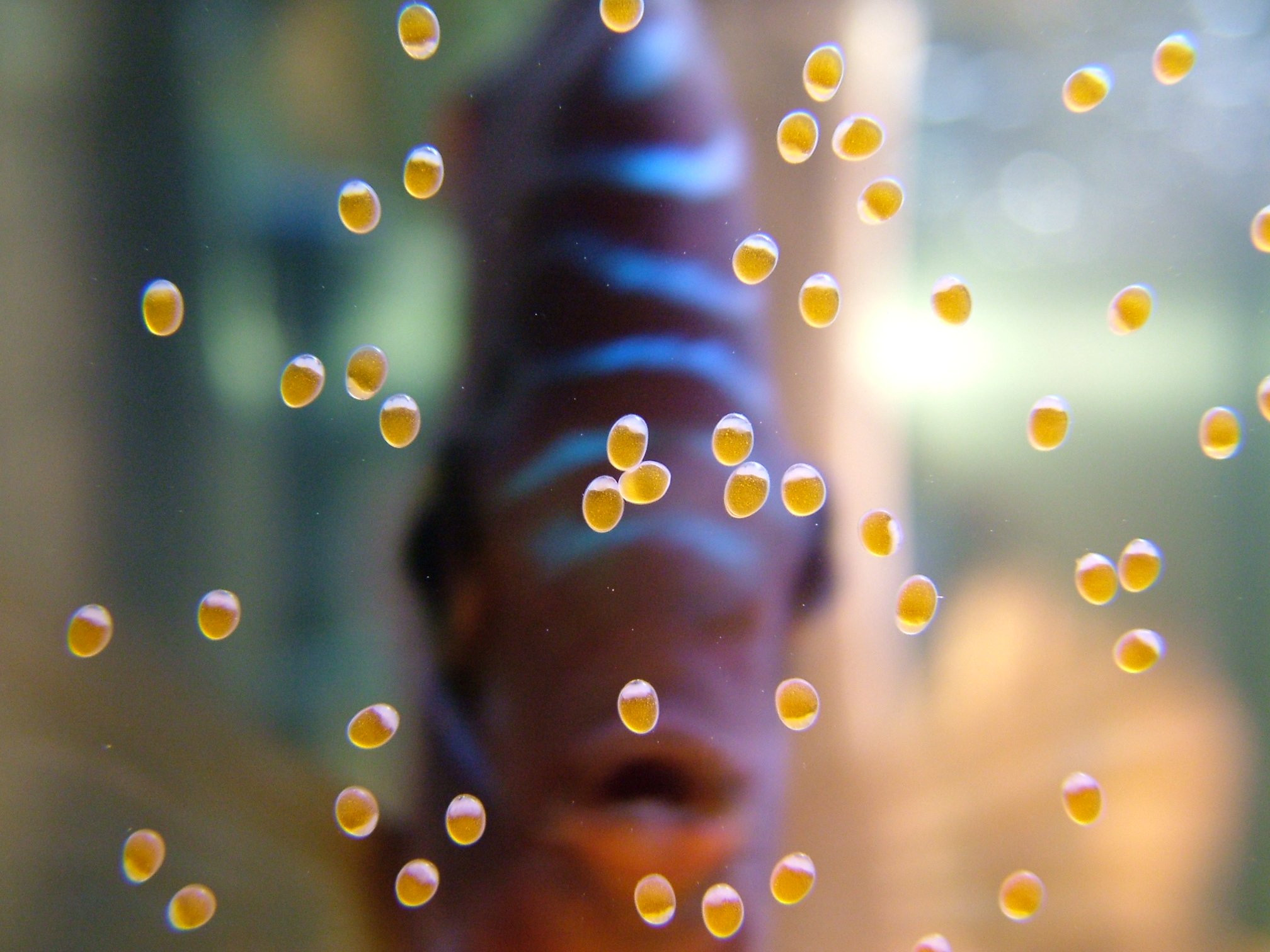
Ikra Symphysodon discus

Ikra – komórki jajowe ryb. W budowie i funkcji zasadniczo nie odbiega od jaj innych zwierząt – najważniejsza różnica to znacznie większa ilość żółtka w ikrze, porównując z typowymi przedstawicielami innych grup. Pojęcie to bywa także używane do określania jaj części wodnych stawonogów, mięczaków i szkarłupni.
Pojedyncza komórka jajowa zbudowana jest z jądra, cytoplazmy, żółtka oraz otaczającej je osłony jajowej. Od osłony jaja zależy jego kształt, wygląd i twardość. Jakość żółtka wpływa na wielkość oraz pływalność jaja. Ilość żółtka wpływa na tempo i sposób bruzdkowania.
Na podstawie wytwarzania osłon jajowych wyróżniane są dwa ich typy:
- błony – są wytwarzane przez jajnik,
- skorupy – występują tylko u spodoustych, powstają w jajowodzie.

U niektórych chrzęstnoszkieletowych jajo osiąga rozmiary do 10 cm, u większości kostnoszkieletowych nie przekracza centymetra.
Ikra większości gatunków morskich zawiera kroplę tłuszczu, dzięki czemu jest lżejsza od wody i unosi się oraz rozwija w jej określonej warstwie. Jest to ikra pelagiczna. U większości gatunków ryb słodkowodnych i części gatunków morskich występuje ikra demersalna – jest cięższa od wody, opada i rozwija się na dnie zbiorników wodnych. Poza tymi typami jaj występuje jeszcze ikra kleista, o lepkiej błonie jajowej, co umożliwia przyklejanie jaj na roślinach lub przedmiotach.
Ikra niektórych ryb, szczególnie jesiotrowatych (Acipenseridae), jest cenionym przysmakiem – tzw. kawior. Ikra dorsza wchodzi w skład tradycyjnej norweskiej potrawy mølje. Niektóre gatunki ryb składają potencjalnie trującą ikrę (brzana, niszczukowate).

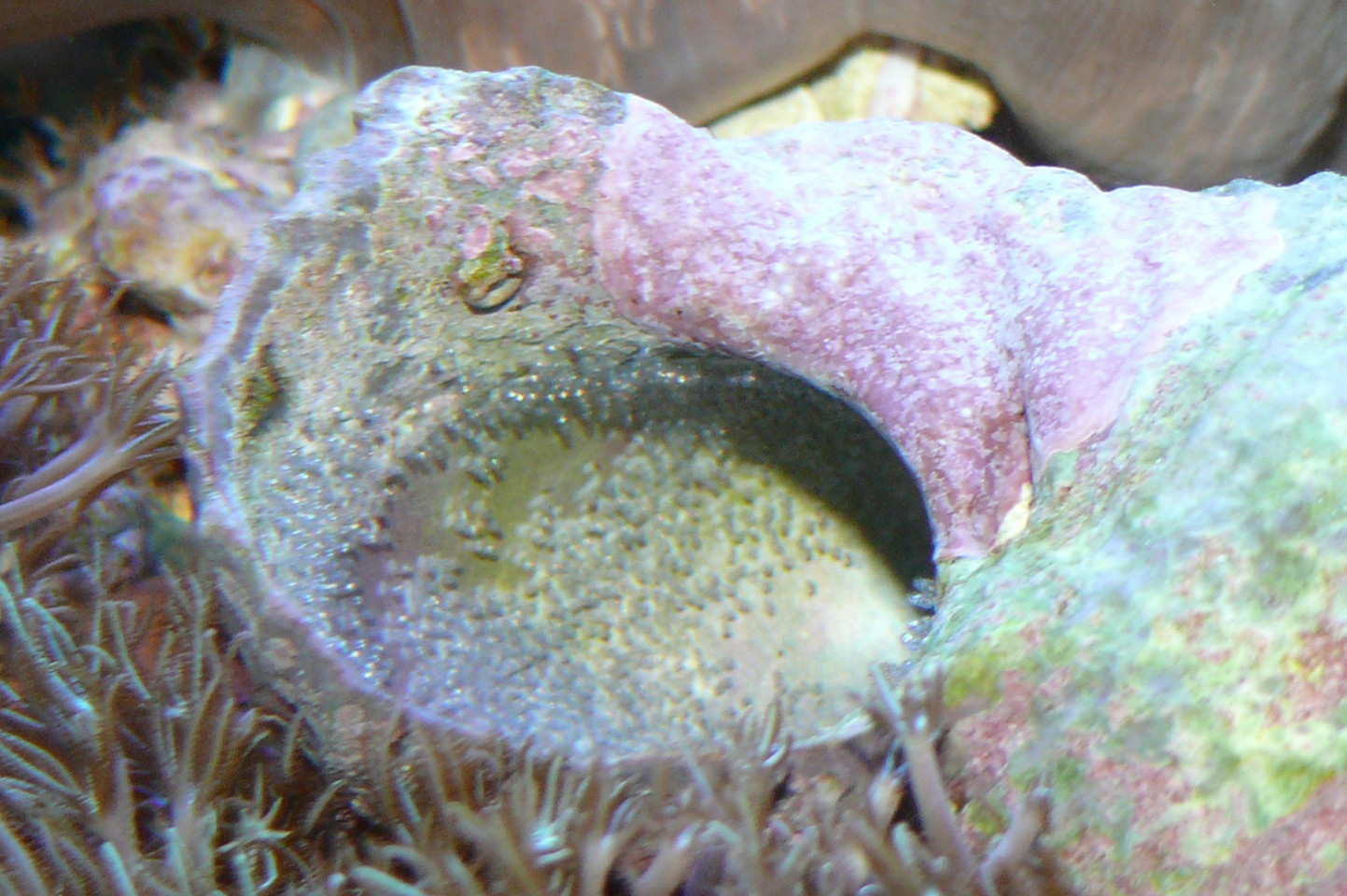
Ikra Chrysiptera hemicyanea przyklejona do muszli